# Terre de Freuchen
Pour les articles homonymes, voir Freuchen.
La Terre de Freuchen est une péninsule située à l'extrême nord-ouest du Groenland. Elle fait partie du parc national du Nord-Est du Groenland.
Elle tient son nom de l'explorateur de l'Arctique Peter Freuchen (1886–1957), qui a participé à l'expédition Danmark de 1906 à 1908 et plus tard aux expéditions à Thulé de Knud Rasmussen,.

## Géographie
La Terre de Freuchen est située au nord-est de Nares Land, au sud de l'île de Sverdrup et à l'ouest de la Terre de Nansen et de la calotte glaciaire Hans Tausen. Son promontoire le plus occidental est le cap Wegener.
La péninsule est délimitée à l'ouest par le fjord Nordenskiöld et à l'est par le fjord J.P. Koch. Le fjord Navarana, une branche de ce dernier, s'enfonce profondément vers le sud dans la péninsule, la divisant presque en deux. Ce fjord doit son nom à l'épouse inuite de Peter Freuchen, Navarana Mequpaluk (décédée en 1921).
Au sud-est se trouvent le glacier Henson et le glacier Expedition qui ont leur terminus au fjord J.P. Koch. Au sud, la péninsule est rattachée au continent et à sa calotte glaciaire.
La Terre de Freuchen est montagneuse et principalement glaciaire dans ses hautes terres. Des altitudes atteignant 1 432 mètres se trouvent dans la partie centrale de la péninsule.